# 難破船 (映画)
『難破船』（なんぱせん、In Search of the Castaways）は1962年のアメリカ合衆国の映画。ジュール・ベルヌの小説「グラント船長の子供たち」を映画化した作品。ウォルト・ディズニー・プロダクション製作。監督はロバート・スティーヴンソン。出演はヘイリー・ミルズやモーリス・シュヴァリエなど。

## キャスト
| 役名                 | 俳優                             | 日本語吹替 |
| -------------------- | -------------------------------- | ---------- |
| メアリー・グラント   | ヘイリー・ミルズ                 | 土井美加   |
| ジャック・パガネル   | モーリス・シュヴァリエ           | 吉水慶     |
| トム・エアトン       | ジョージ・サンダース             | 石波義人   |
| グレナヴァン卿       | ウィルフリッド・ハイド＝ホワイト | 小山武宏   |
| ジョン・グレナーバン | マイケル・アンダーソン・Jr.      | 田中正彦   |
| タルケーブ           | アントニオ・チファリエッロ       | 山口嘉三   |
| ロバート・グラント   | キース・ハムシャー               | 磯辺万沙子 |
| ビル・ゲイ           | ウィルフレッド・ブランビル       | 江原正士   |
| グラント船長         | ジャック・グウィリム             | 牛山茂     |
| 囚人                 | ロジャー・デルガド               | 牛山茂     |
| アイルランド人       | バリー・キーガン                 | 江原正士   |
| 船員                 | ミロ・スパーバー                 |            |
| 船員                 | マクスウェル・ショー             |            |
| 船員                 | アンドレアス・マランドリノス     |            |
| ヨットの水兵         | ジョス・アクランド               |            |
| 南アメリカのガイド   | デイビット・スペンサー           | 江原正士   |

## スタッフ
- 監督：ロバート・スティーヴンソン
- アソシエイトプロデューサー：ヒュー・アットウール
- 原作：ジュール・ヴェルヌ「グラント船長の子供たち」
- 脚本：ローウェル・S・ハウリー
- 撮影：ポール・ビーソン
- 音楽：ウィリアム・オルウィン